# Strečnianske meandre Váhu
Strečnianske meandre Váhu este o arie protejată (arie specială de conservare — SAC, sit de importanță comunitară — SCI) din Slovacia întinsă pe o suprafață de 65,17 ha, integral pe uscat.

## Localizare
Centrul sitului Strečnianske meandre Váhu este situat la coordonatele 49°09′45″N 18°53′17″E / 49.1625°N 18.888056°E.

## Înființare
Situl Strečnianske meandre Váhu a fost declarat sit de importanță comunitară în octombrie 2011 pentru a proteja 4 specii de animale. Situl a fost protejat și ca arie specială de conservare în august 2011.

## Biodiversitate
Situată în ecoregiunea alpină, aria protejată conține 1 habitat natural: Păduri aluvionare cu Alnus glutinosa și Fraxinus excelsior (Alno-Padion, Alnion incanae, Salicion albae).
La baza desemnării sitului se află mai multe specii protejate:
- amfibieni (1): izvoraș-cu-burta-galbenă (Bombina variegata)
- mamifere (1): vidră de râu (Lutra lutra)
- pești (2): zglăvoacă (Cottus gobio), lostriță (Hucho hucho)

Pe lângă speciile protejate, pe teritoriul sitului au mai fost identificate 2 specii de amfibieni, 1 specie de pești, 4 specii de reptile.